# Macaca siberu
Macaca siberu is een zoogdier uit de familie van de apen van de Oude Wereld (Cercopithecidae). De wetenschappelijke naam van de soort werd voor het eerst geldig gepubliceerd door Fuentes & Olson in 1995.

## Voorkomen
De soort komt endemisch voor op het Indonesische eiland Siberut, net ten westen van Sumatra.